# Merismomorpha petiolata
Merismomorpha petiolata är en stekelart som först beskrevs av Girault och Alan Parkhurst Dodd 1915.  Merismomorpha petiolata ingår i släktet Merismomorpha och familjen puppglanssteklar. Inga underarter finns listade i Catalogue of Life.